# Сад Коюсалас
Сад Ко́юсалаc — один из старейших комплексов садово-парковых насаждений в Риге. Расположен между современными улицами Коюсалас, Греду и Фридрикя. Его современная площадь составляет 2,2 гектара.

## История
Сад был заложен в первой половине XVIII века на территории, где впоследствии образовался рижский Московский форштадт, и стал излюбленным местом отдыха жителей Московского предместья во второй половине XVIII и на протяжении всего XIX века. Старше парка Коюсалас в Риге может считаться Петровский парк (сад Виестура), который был разбит российским императором Петром I во время своего последнего визита в Ригу, который состоялся в феврале 1721 года. Формально самый старый общественно-рекреационный парк Риги (Верманский сад) также был разбит значительно позже, в первой четверти XIX века. Также старше сада Коюсалас Второй Царский сад, который был разбит в 1711 году и получил название Парка Александровских укреплений (в честь фаворита царя Александра Даниловича Меншикова). На месте последнего век спустя начал формироваться район Саркандаугава, расположенный на территории исторического Петербургского предместья.
В 1902 году парк был существенно усовершенствован по проекту рижского мастера садово-паркового искусства Георга Фридриха Куфальдта, на счету которого заслуги по благоустройству и переоборудованию таких крупных рижских парков, как Эспланада, парк Кронвалда, парк Аркадия, комплекс зелёных насаждений вдоль рижского Городского канала, сад Миера, парк Дзегужкалнс и некоторые другие садово-парковые комплексы Риги.
В 1927 году парк был преобразован по проекту мастера садово-паркового дизайна межвоенного периода Андрея Зейдакса, которому принадлежат аналогичные проекты по реконструкции Эспланады, сада Миера, будущего Парка культуры и отдыха имени Революции 1905 года (территория рижского микрорайона Гризинькалнс), парка Кронвалда и Зиедоньдарзса. Фактически в период деятельности Рижской городской управы Зейдакс работал над проектами реконструкции тех же парков, которые облагоустраивал Куфалдт на рубеже веков. Заслугой Зейдакса является то, что он оборудовал на территории парка современные концертные и игровые площадки.

## Насаждения
В саду Коюсалас до наших дней сохранились липовые аллеи и старые деревья, также созданы декоративные живые изгороди из кизильника и альпийской смородины. Произрастают как местные породы деревьев (в том числе находящиеся под охраной на территории Латвии — например, граб обыкновенный), так и ряд интродуцированных пород (такие, как белый тополь и зелёный ясень).